# Pio Nock

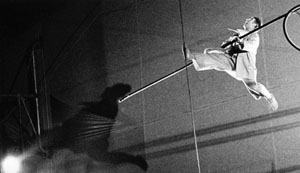

Pius „Pio“ Nock (* 10. November 1921 in Büren an der Aare; † 4. Dezember 1998 in Dortmund) war ein Schweizer Clown und Hochseilartist.

## Leben und Zirkuskarriere
Pio Nock wurde als zweitältestes von sieben Geschwister in die Zirkusfamilie Nock geboren. Mit drei Jahren stand er zum ersten Mal in der Manege, mit 5 Jahren war er Bestandteil einer Artistiknummer. 1929 gründeten seine Eltern ihren eigenen Wanderzirkus. Pio Nock war zunächst Artist, insbesondere auf dem Hochseil, gemeinsam mit seinem Bruder Charles. Nach einem schweren Sturz 1939 war er durch eine teilweise Lähmung des rechten Armes lange körperlich eingeschränkt. Sein Vater überredete ihn, als dummer August aufzutreten, Charles wurde sein erster Partner als Weißclown. Nach seiner Genesung kombinierte Nock die Elemente von Clownerie und Hochseilartistik.
1946 heiratete Nock die Hochseilartistin Alexandra Buhlmann, Tochter des Direktors des Circus Pilatus, dem sich Nock nun anschloss, ebenso wie seine Schwester Erika, die Alexandras Bruder Martin heiratete. Mit Martin Buhlmann entwickelte Nock bis 1958 seine berühmteste Nummer: ein komödiantischer Hochseilakt, den er in der Manege über dem Löwenkäfig aufführte und dabei oftmals scheinbar nur knapp einem Absturz entging. Mit seinem Programm trat Nock in verschiedenen europäischen Zirkussen auf, darunter Circus Busch, Circus Althoff und immer wieder im Circus Knie, mit dem Nock 1964 auch in einem Sonderprogramm auf der Expo in Lausanne zu sehen war.
Danach ging er für mehrere Jahre in die USA und gastierte dort in der „Greatest Show on Earth“ des Ringling Brothers Barnum and Bailey Circus, wodurch er zum Weltstar wurde. Ein mehrminütiger Ausschnitt aus Nocks komischem Drahtseilakt ist in dem Film Circus-Welt mit John Wayne, Rita Hayworth und Claudia Cardinale aus dem Jahr 1964 zu sehen. Nock trat dabei als Artisten-Double von Richard Conte auf.
Im Jahr 1973 verunglückte Nock bei seiner Paradenummer über dem Löwenkäfig tatsächlich und stürzte vor mehreren tausend Besuchern im Madison Square Garden etwa 10 Meter tief in den Löwenkäfig. Der Dompteur Wolfgang Holzmair fing seinen Sturz zum Teil ab und hielt anschließend die Löwen von ihm fern. Nock trat danach nie mehr in Amerika auf.
1976 kehrte er zum Circus Knie zurück und war auch beim 60-Jahre-Jubiläum des Zirkus 1978 dabei. Nock spielte weiterhin in mehreren europäischen Zirkushäusern. Seinen letzten Auftritt für Knie hatte er bei einem Gastspiel anlässlich einer Gala zum 75-jährigen Bestehen des Zirkus. Seine letzte Station war der Zirkus Maskerade.

## Tod
Pio Nock verstarb während einer Vorstellung im Winterzirkus "Maskerade" in Dortmund. Gegen Ende seiner Vorstellung brach er zusammen und konnte in der Manege nicht mehr wiederbelebt werden. Somit erfüllte sich ein Wunsch, den Nock zuvor geäußert hatte: 

„Ich spiele, bis ich umfalle. Ich möchte vor möglichst vielen Leuten sterben, am liebsten in der Manege.“

Die Artistin Nina Cortes, Nocks Enkelin, führte, um das Publikum nicht zu enttäuschen, unterdessen die Hochseilnummer weiter, die Nock mit ihr entwickelt hatte.